# Tourisme à Bakou
Bakou, la capitale de l'Azerbaïdjan, accueille 2,5 millions de touristes par an. 

## Attractions touristiques

### Théâtres
- Théâtre national académique dramatique azerbaïdjanais
- Théâtre national académique azerbaïdjanais d'opéra et de ballet
- Théâtre dramatique russe d'État d'Azerbaïdjan
- Théâtre de marionnettes de Bakou
- Théâtre musical académique d'Etat d'Azerbaïdjan
- Théâtre Pantomime d'État d'Azerbaïdjan
- Théâtre de chanson d'État Rachid Behbudov
- Théâtre d'État des jeunes spectateurs d'Azerbaïdjan
- Théâtre d'État d'Azerbaïdjan "Yuğ"
- Théâtre Üns

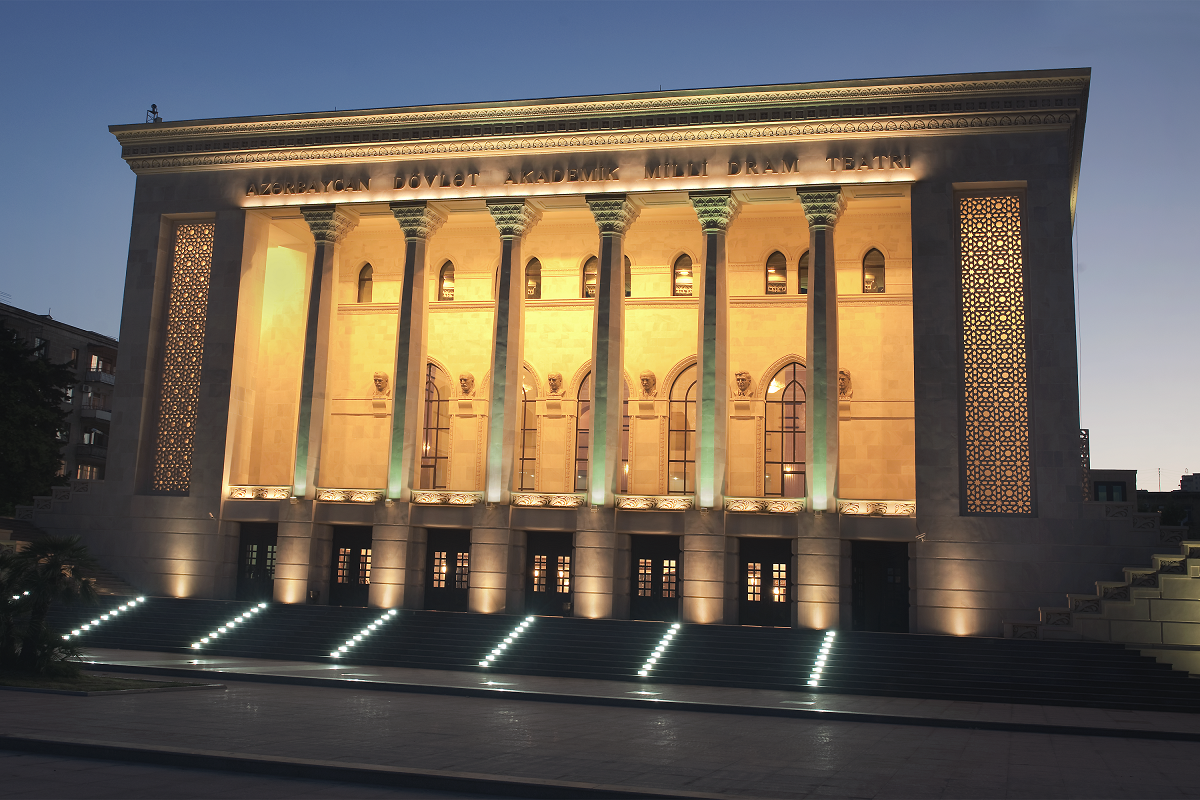
Théâtre national académique dramatique azerbaïdjanais
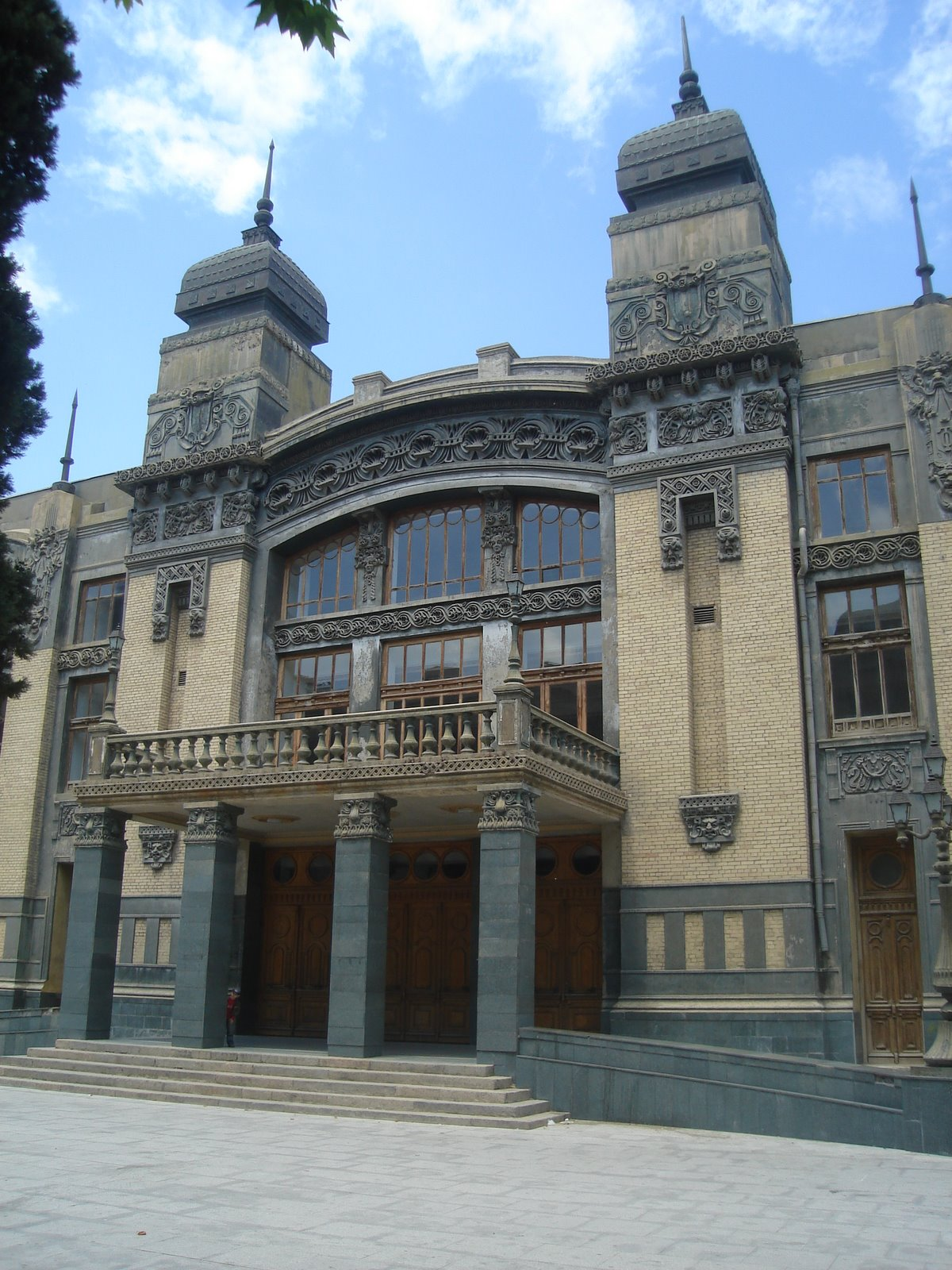
Théâtre national académique azerbaïdjanais d'opéra et de ballet
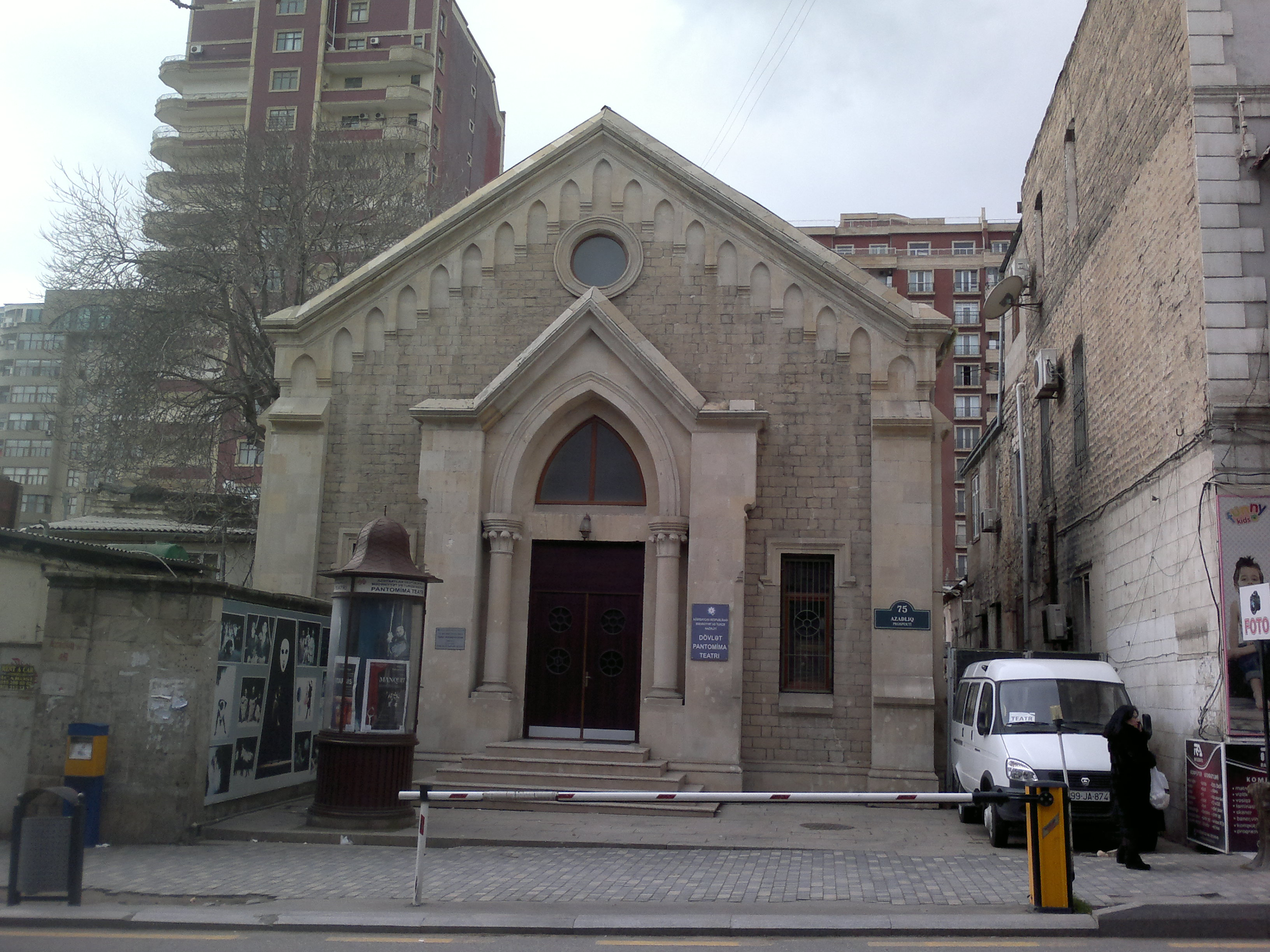
Théâtre Pantomime d'État d'Azerbaïdjan
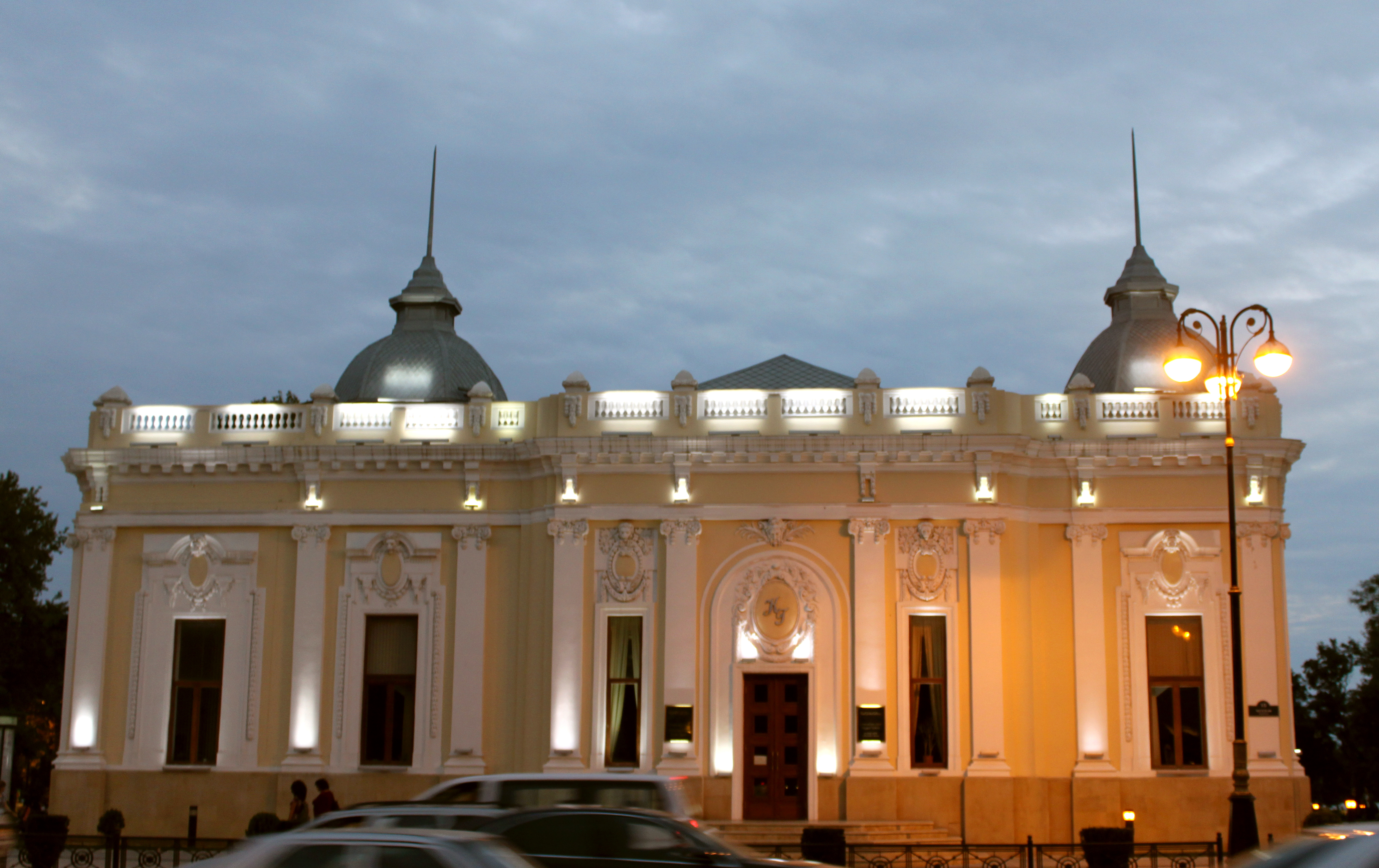
Théâtre de marionnettes de Bakou

### Cinémas

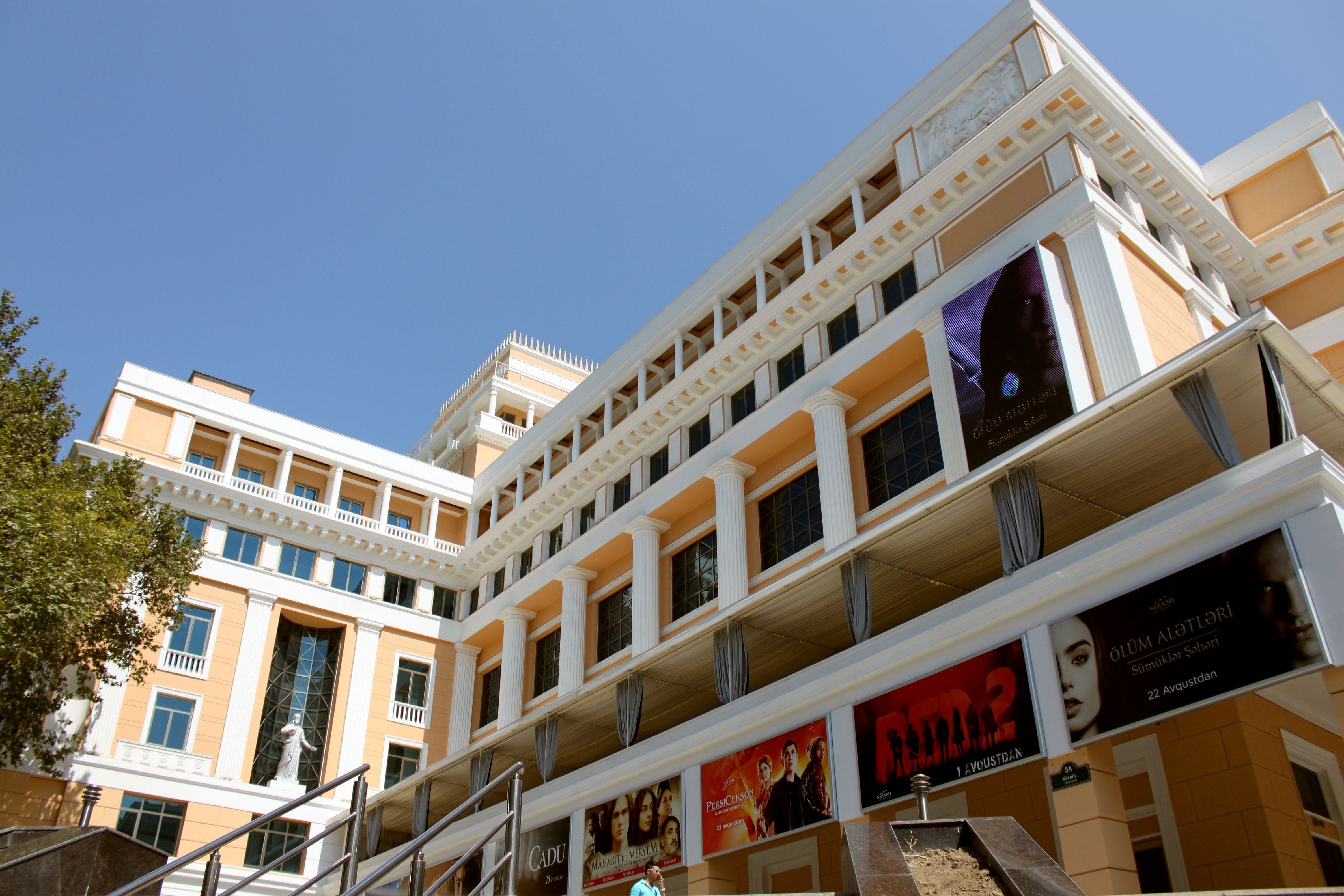
Centre de cinéma Nizami
- Cinéma - 28
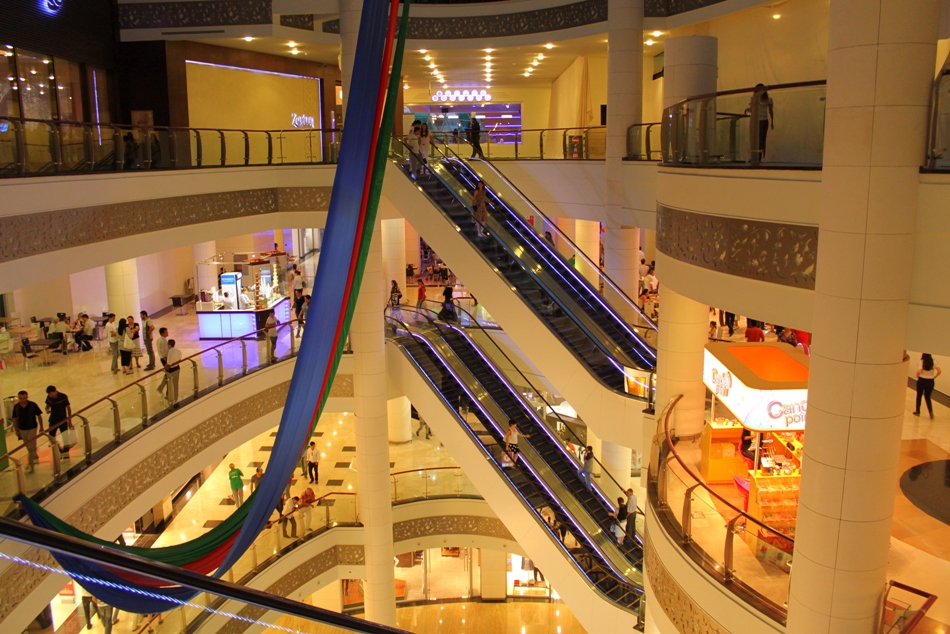
Cinéma - Parc Boulevard
- Cinéma - MétroParc
- Cinéma - Tours de flammes[2]
- Cinéma - Zagoulba
- Cinéma – Ambouran

- Centre de cinéma Nizami
- Cinéma - Parc Boulevard

### Salles de concert
- Palais Heydar Aliyev
- Théâtre philharmonique national d’Azerbaïdjan
- Baku Crystal Hall[3]
- Centre international du mugham
- Complexe sportif et d'exposition Heydar Aliyev
- Buta Palace[4]
- Théâtre vert
- Centre de jazz de Bakou

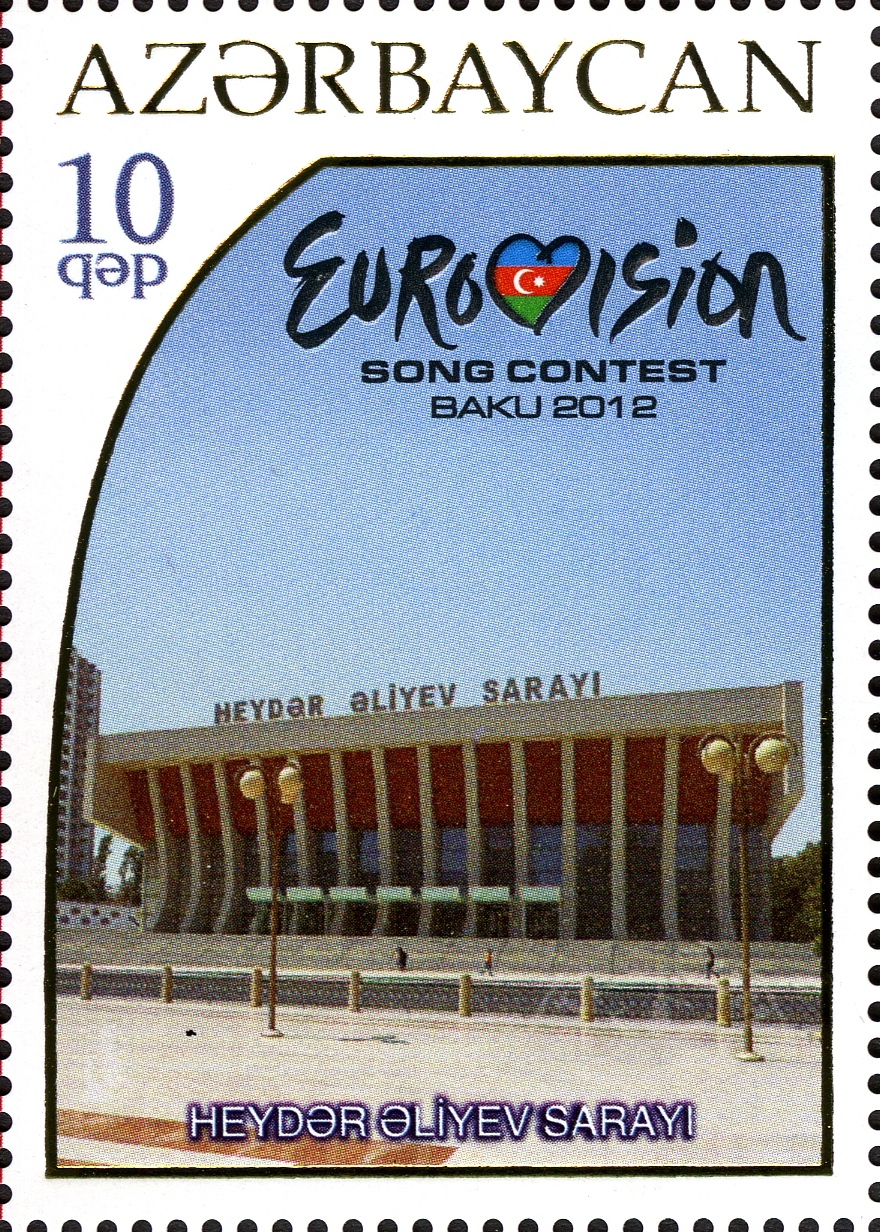
Palais Heydar Aliyev sur le timbre
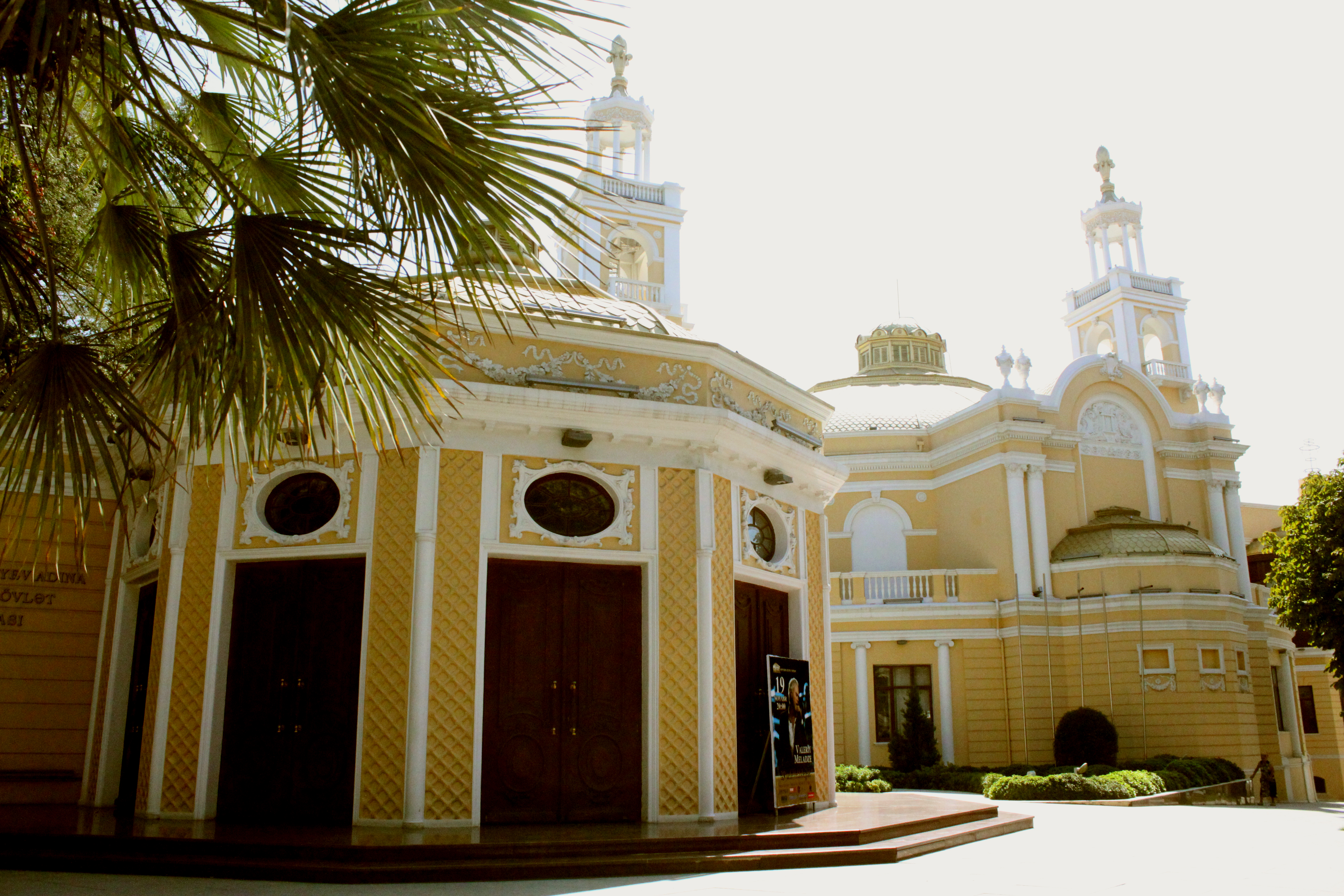
Théâtre philharmonique national d’Azerbaïdjan
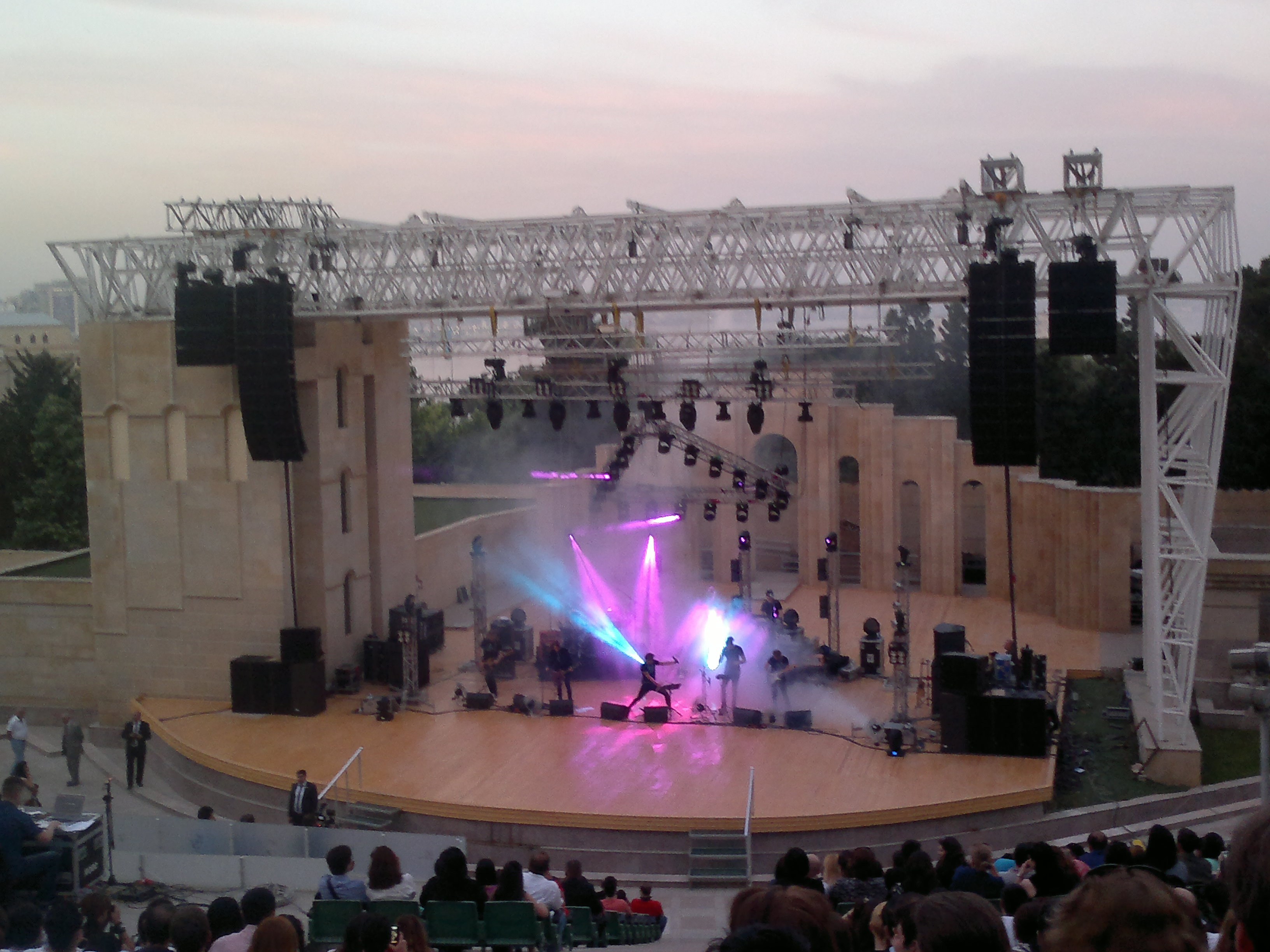
Théâtre vert

## Parcs

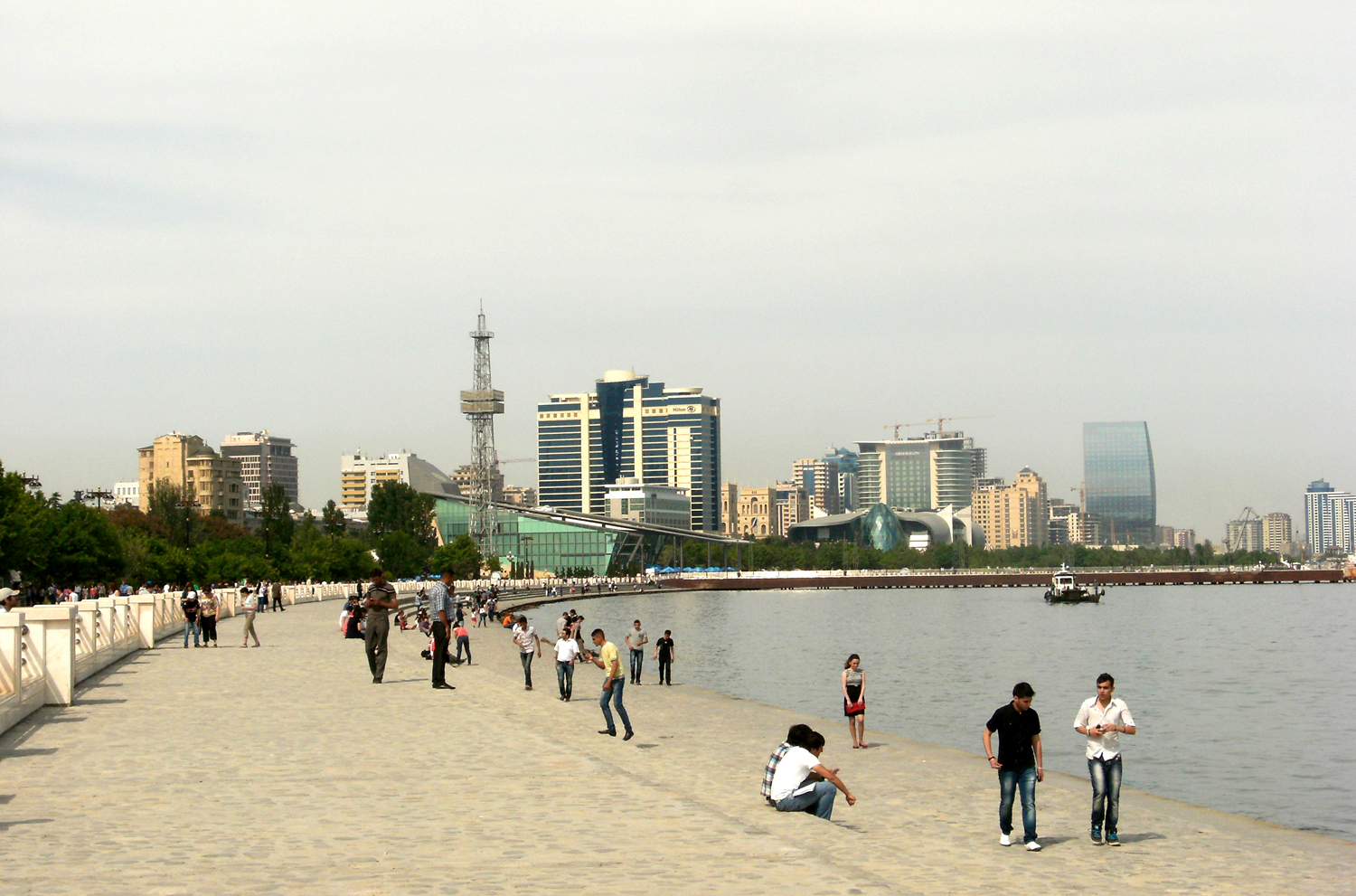
Parc maritime de Bakou
- Parc de Khodjaly
- Place des Fontaines
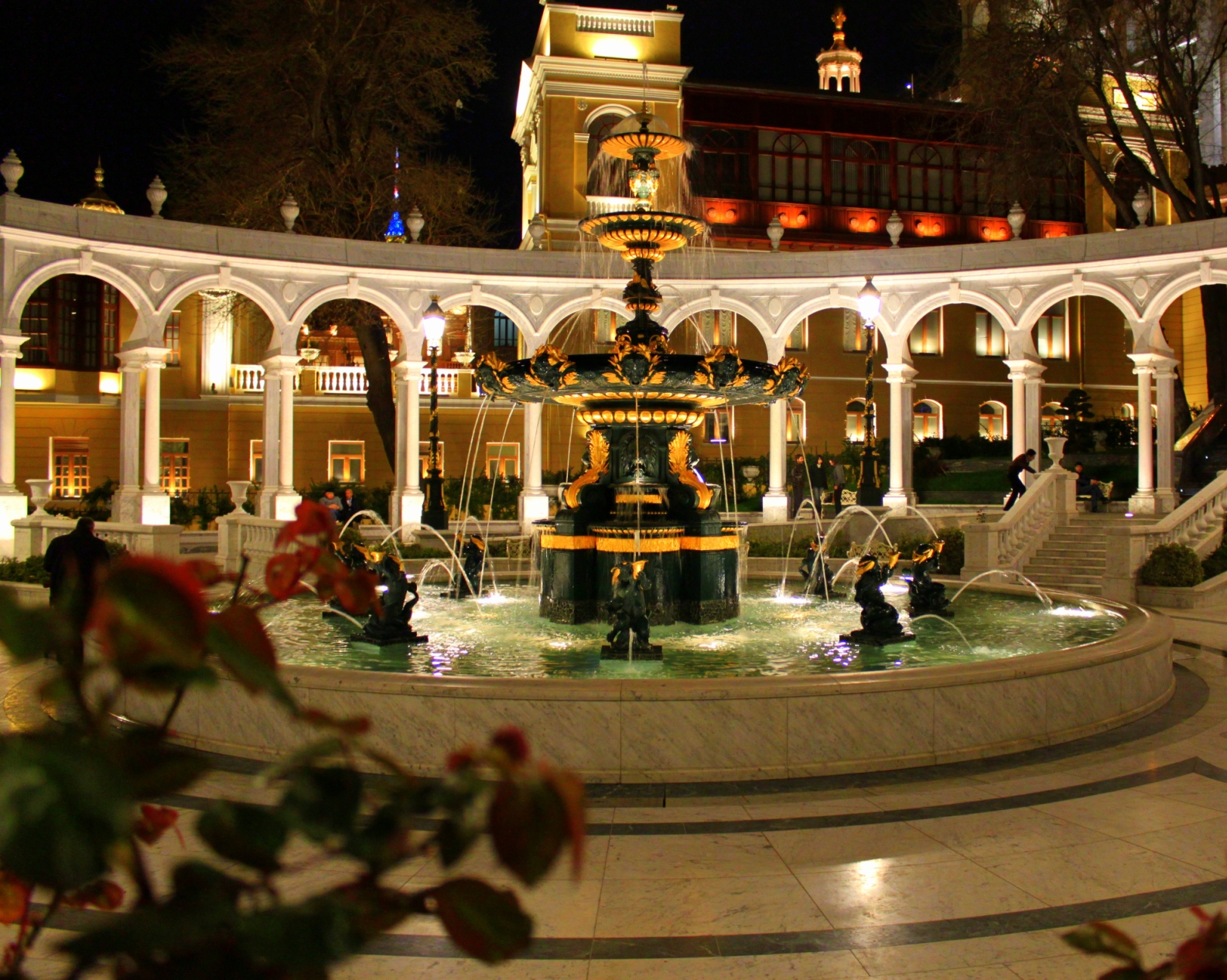
Jardin de Khagani
- Jardin philharmonique
- Voie des Martyrs
- Parc d'Izmir
- Parc archéologique
- Jardin d'Aliagha Vahid
- Parc d'Officiers
- Parc de Sahil
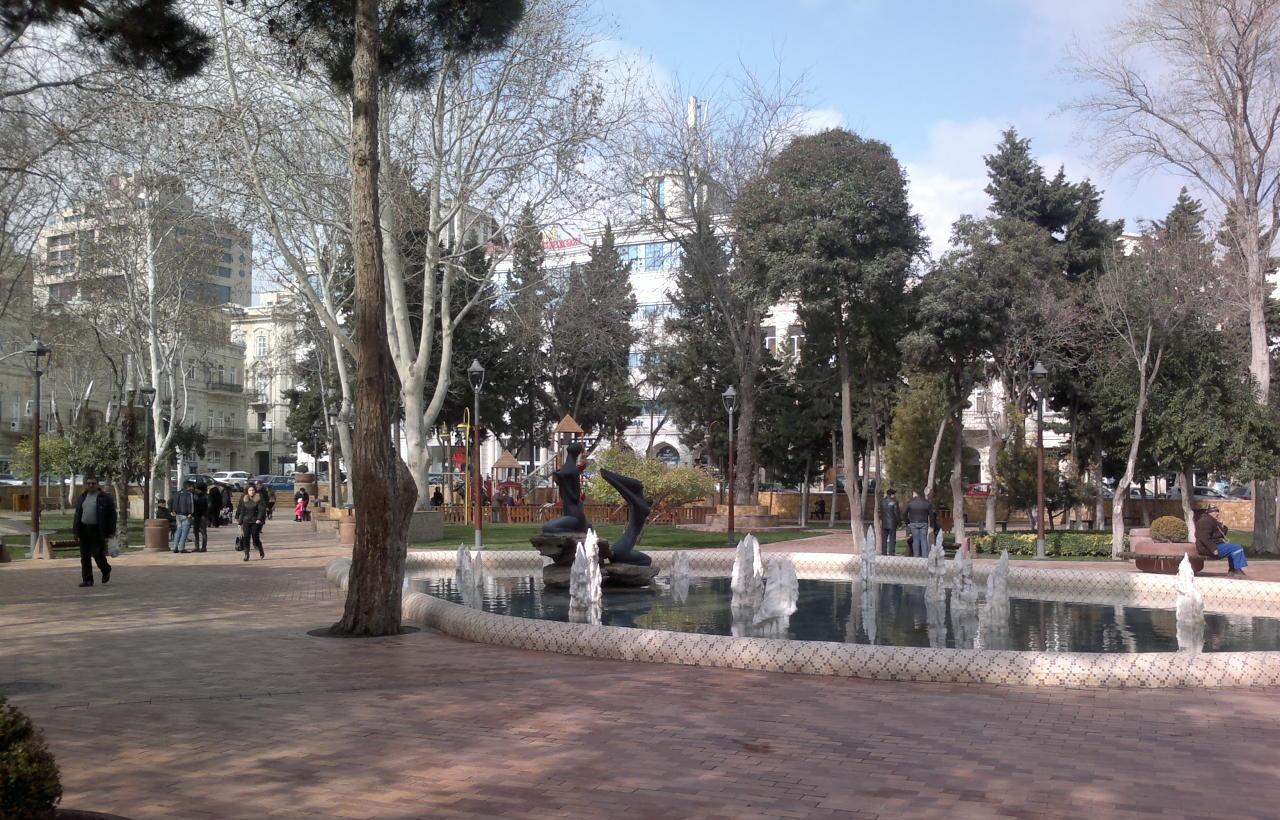
Jardin de Samed Vurgun
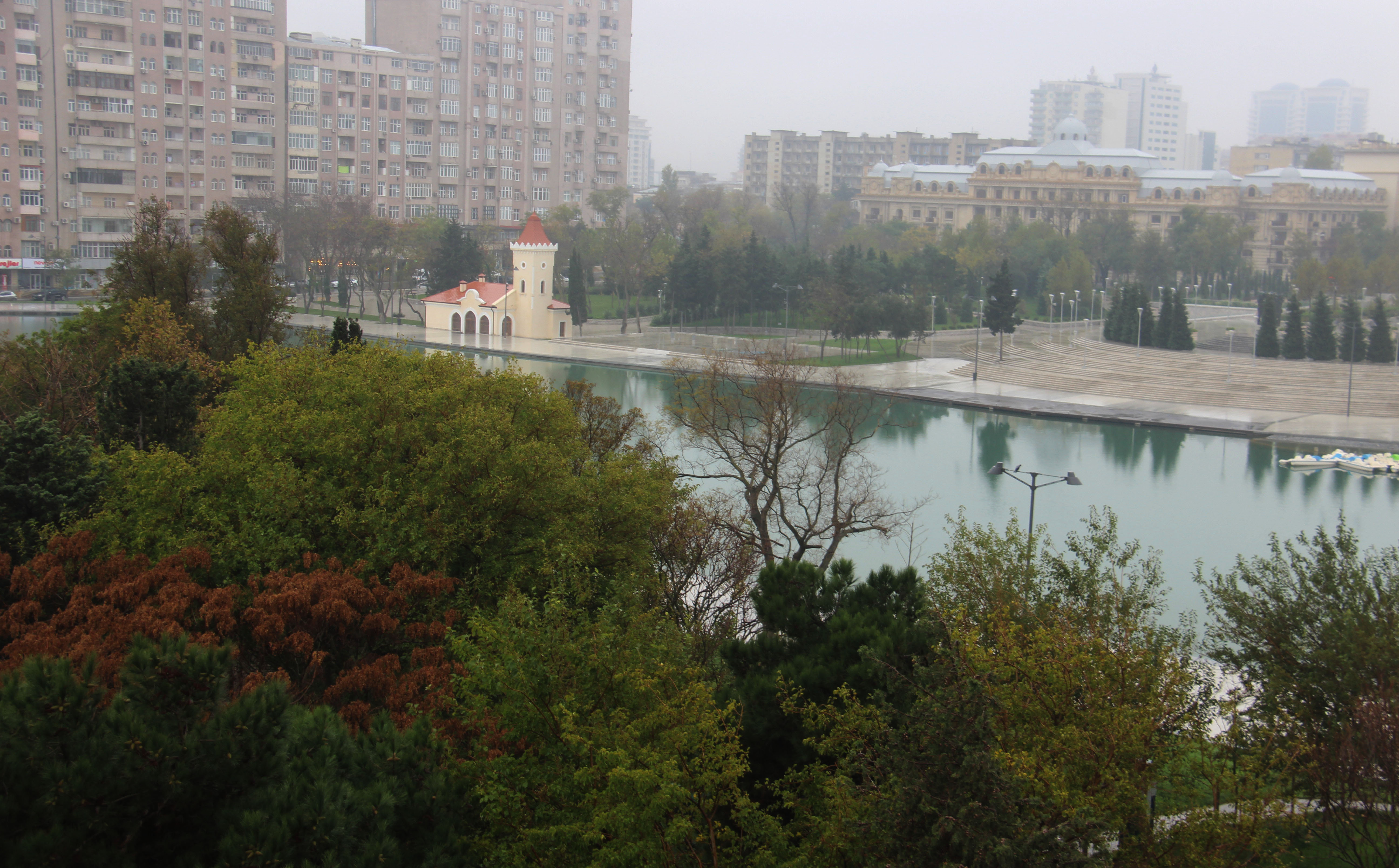
Parc de Zarifa Aliyeva
- Parc de Richard Sorge
- Parc de Dede Korkut
- Parc de Chalala
- Parc de Hussein Djavid
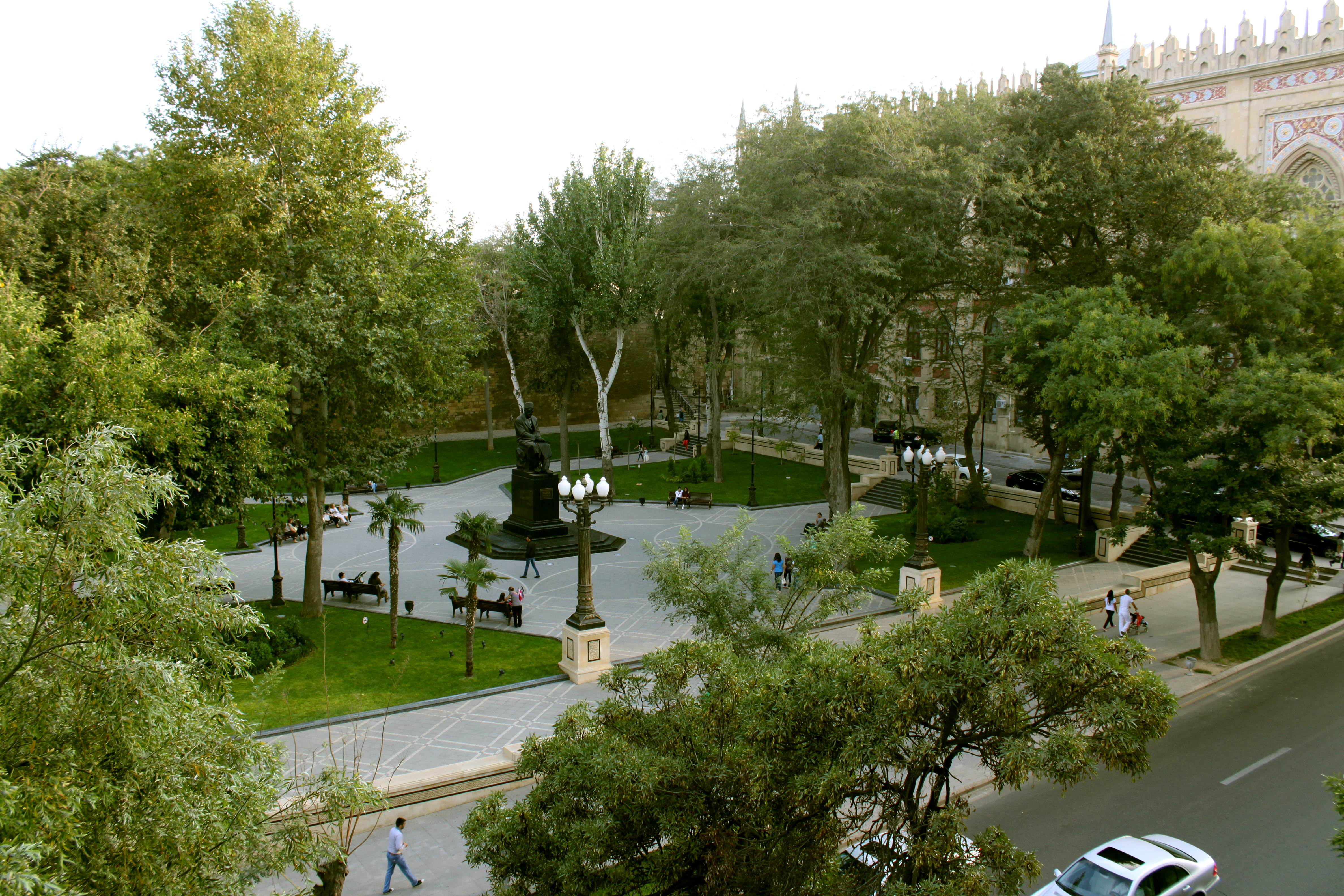
Jardin de Mirza Alakbar Sabir

- Jardin Botanique Central

- Arboretum de Mardakan
- Place de Nizami
- Parc présidentiel

- Parc maritime de Bakou
- Jardin philharmonique
- Jardin de Khagani
- Parc de Dede Korkut
- Jardin de Sabir

## Musées
- Musée national d'histoire azerbaïdjanaise
- Musée national d'art d'Azerbaïdjan
- Musée du tapis azerbaïdjanais
- Musée national de littérature d'Azerbaïdjan  Nizami Gandjavi
- Musée national de la culture musicale d'Azerbaïdjan
- Musée du théâtre d'État d'Azerbaïdjan au nom de Djafar Djabbarli
- Musée de l'Indépendance de l'Azerbaïdjan
- Musée d'Art Moderne de Bakou
- Le musée de la maison de Léopold et Mstislav Rostropovitch
- Musée des Frères Nobel
- Musée d'histoire naturelle Hasan bey Zardabi
- Musée national de l'agriculture de l'Azerbaïdjan

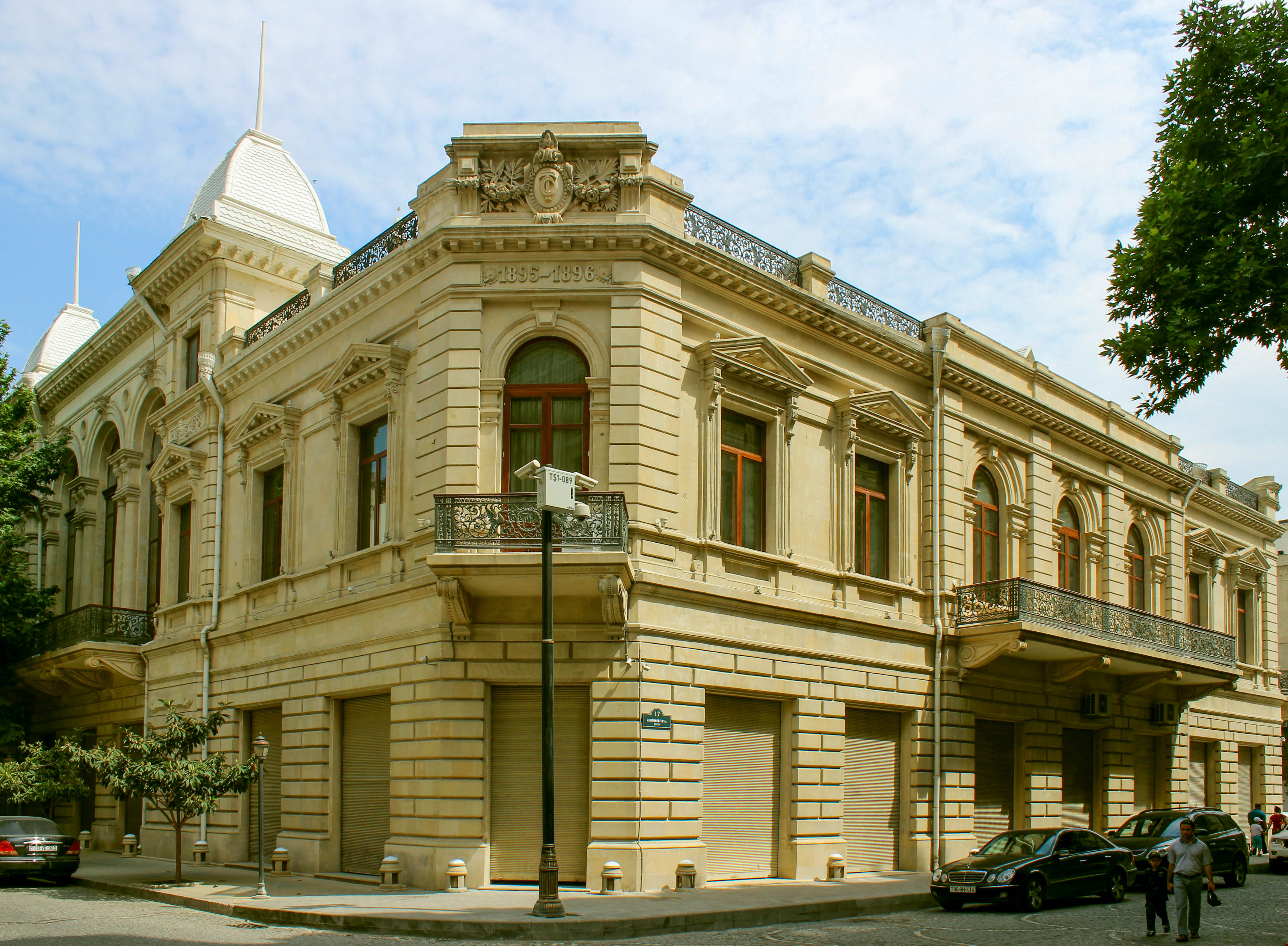
Musée national d'histoire
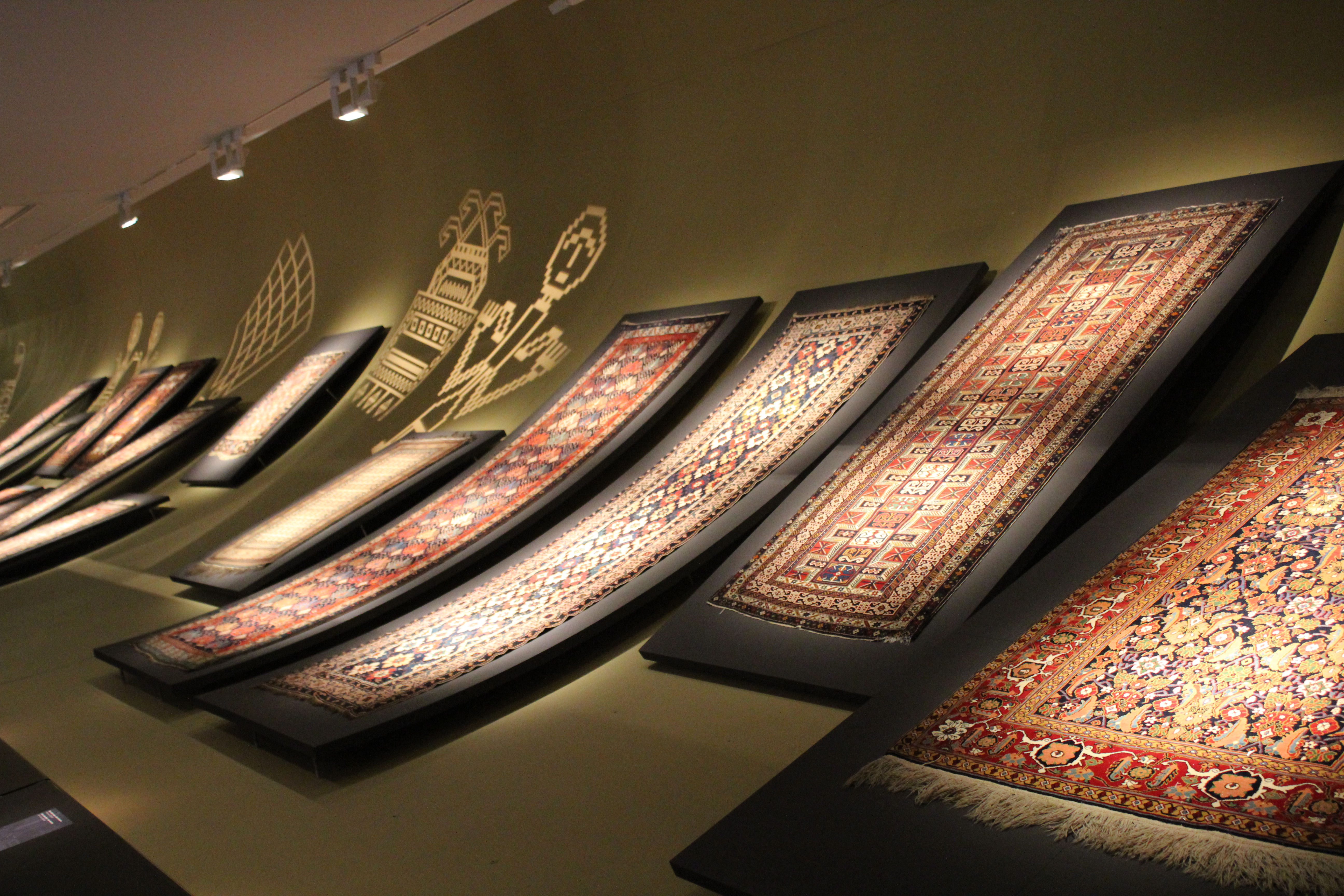
Musée du tapis azerbaidjanais
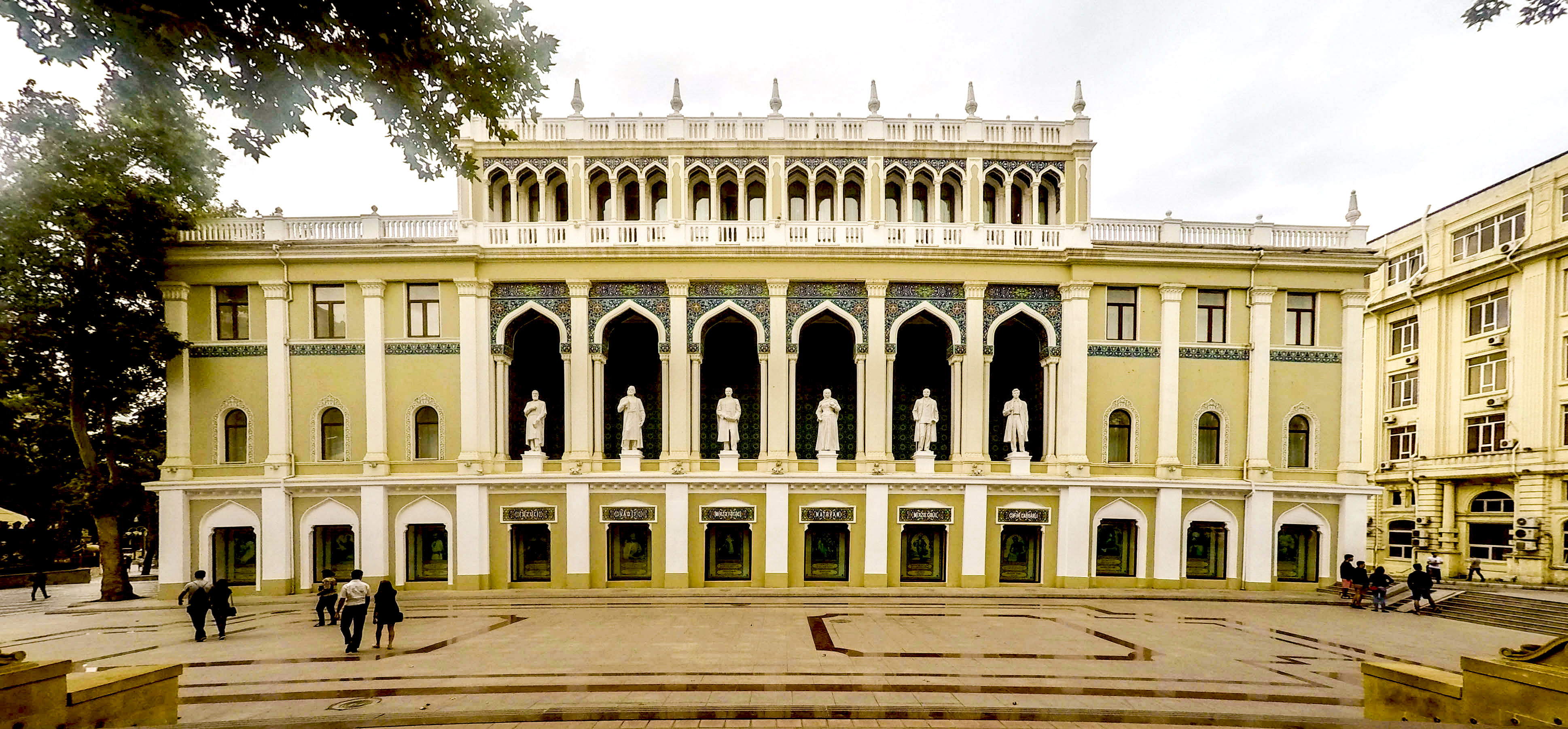
Musée national de littérature d'Azerbaïdjan Nizami Gandjavi
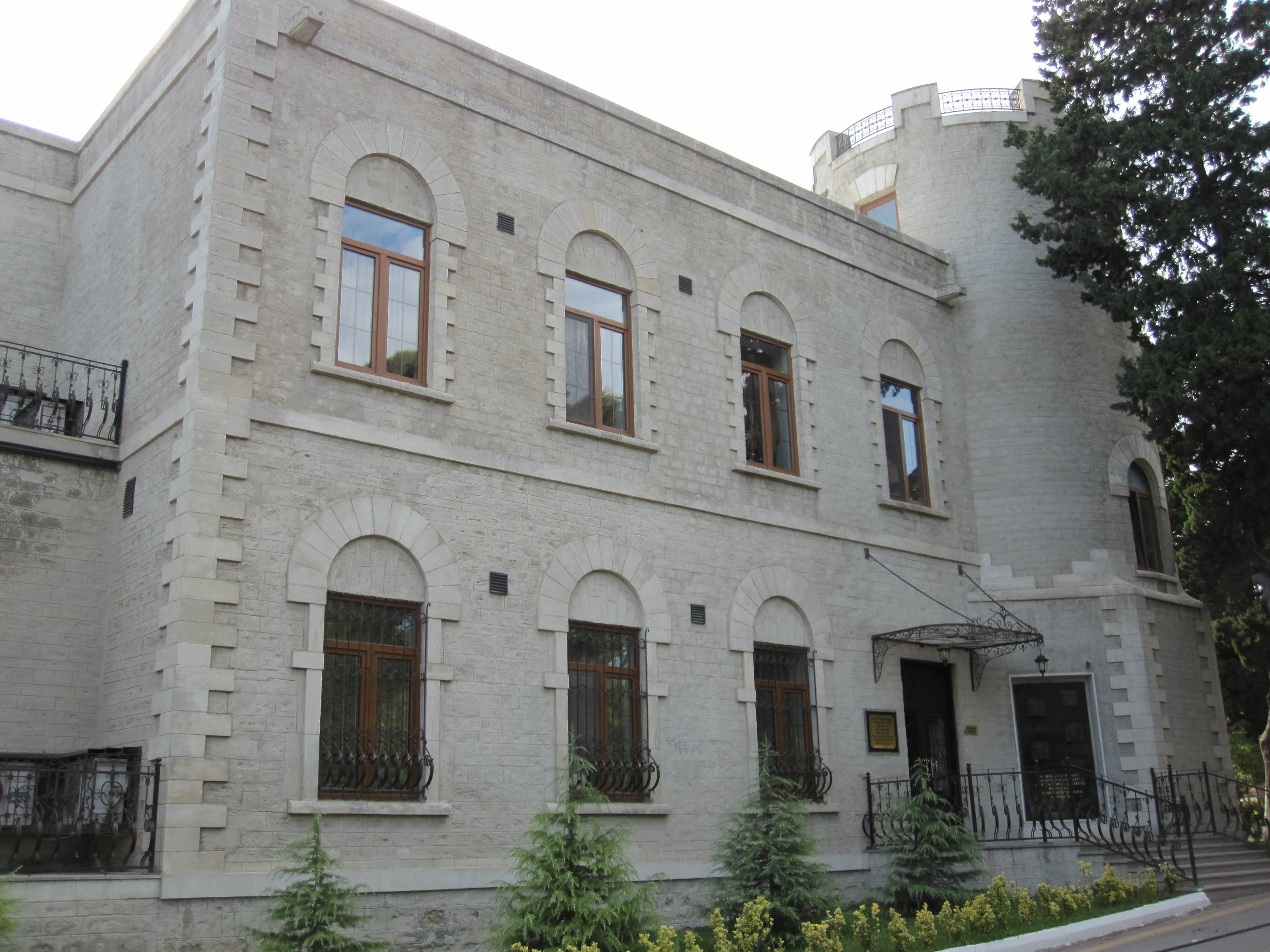
Musée des Frères Nobel
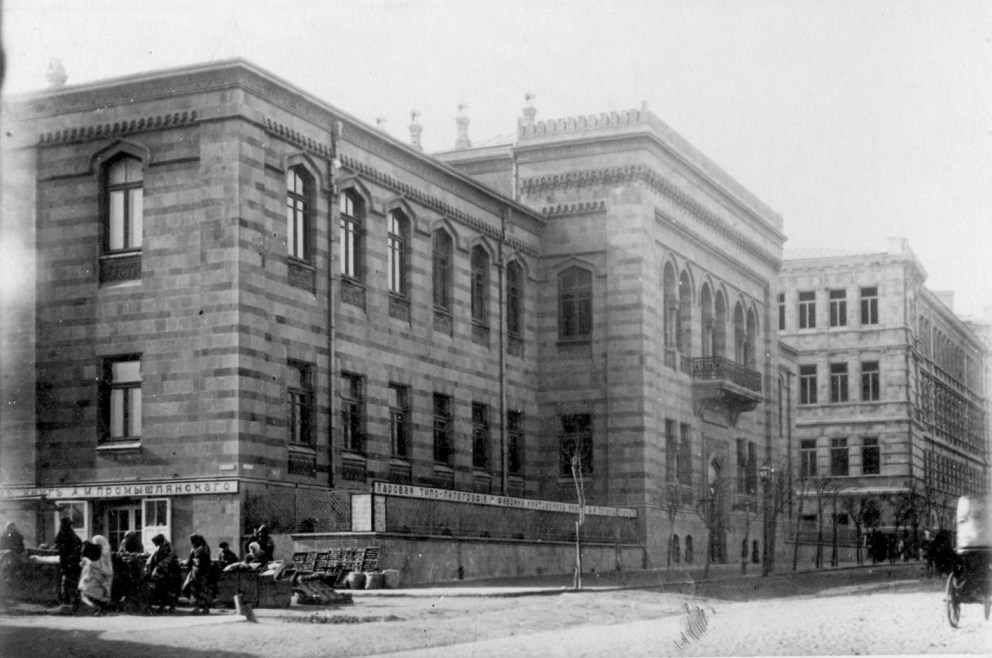
Musée de l'Indépendance

## Galeries
- Centre culturel Heydar Aliyev

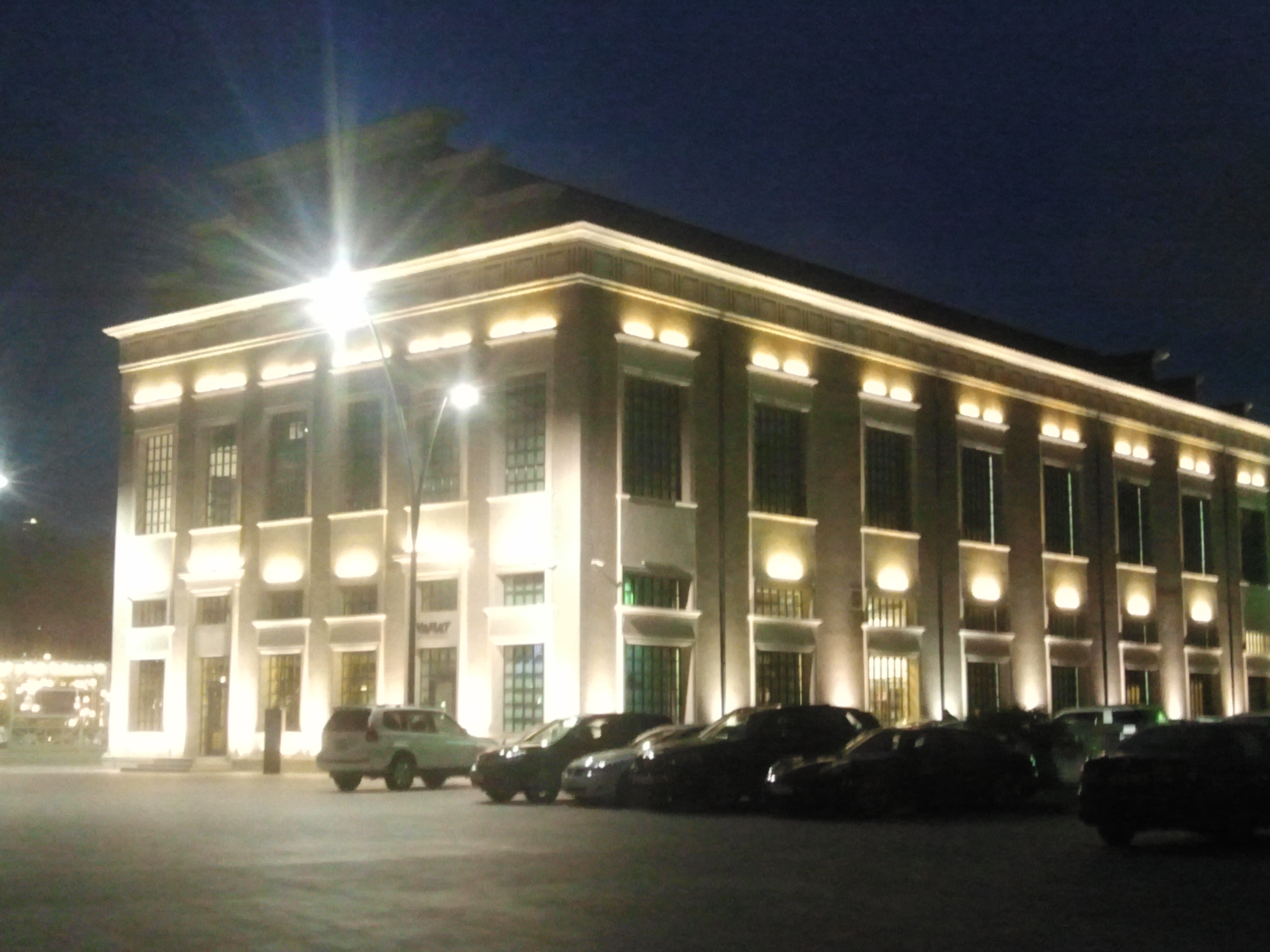
Centre d'exposition de Bakou
- Centre d'art contemporain
- Groupe d'art
- Yarat! Centre d'exposition
- "Yay" (été) Galerie d'art
- Galerie d'art "Kukla" (marionnettes)
- Galerie de la tour de la jeune fille
- Ville d'art
- Nouvelle galerie
- Galerie 1969
- Galerie d'Art de Bakou
- Galerie d'art Abcheron
- Centre de créativité de Khatai

- Yarat! Centre d'exposition